# Кёртис, Джеймс
Джейми (Джеймс) Эндрю Кёртис (англ. Jamie Andrew Curtis, род. 13 апреля 1982 года, Сандерленд, Англия) — английский футболист, выступавший на позиции защитника.

## Карьера
Пройдя академию ФК «Сандерленд», в 2003 году игрок подписал контракт с «Гейтсхедом» из одноимённого города. За 13 лет игрок провёл рекордные для клуба 596 матчей, включая финал плей-офф Национальной конференции в сезоне 2013/14. В 2016 году перешёл в полупрофессиональный клуб «Спеннимур Таун», параллельно заняв должность функционера в фонде клуба «Ньюкасл Юнайтед».